# Вязовский сельсовет (Харьковская область)
Вязовский сельсовет — входит в состав Краснокутского района Харьковской области Украины.
Административный центр сельского совета находится в селе Вязовая.

## История
- 1920 — дата образования.

## Населённые пункты совета
- село Вязовая
- село Михайловка
- село Отрада
- село Олейники
- село Рандава